# Sistema di posizionamento Galileo

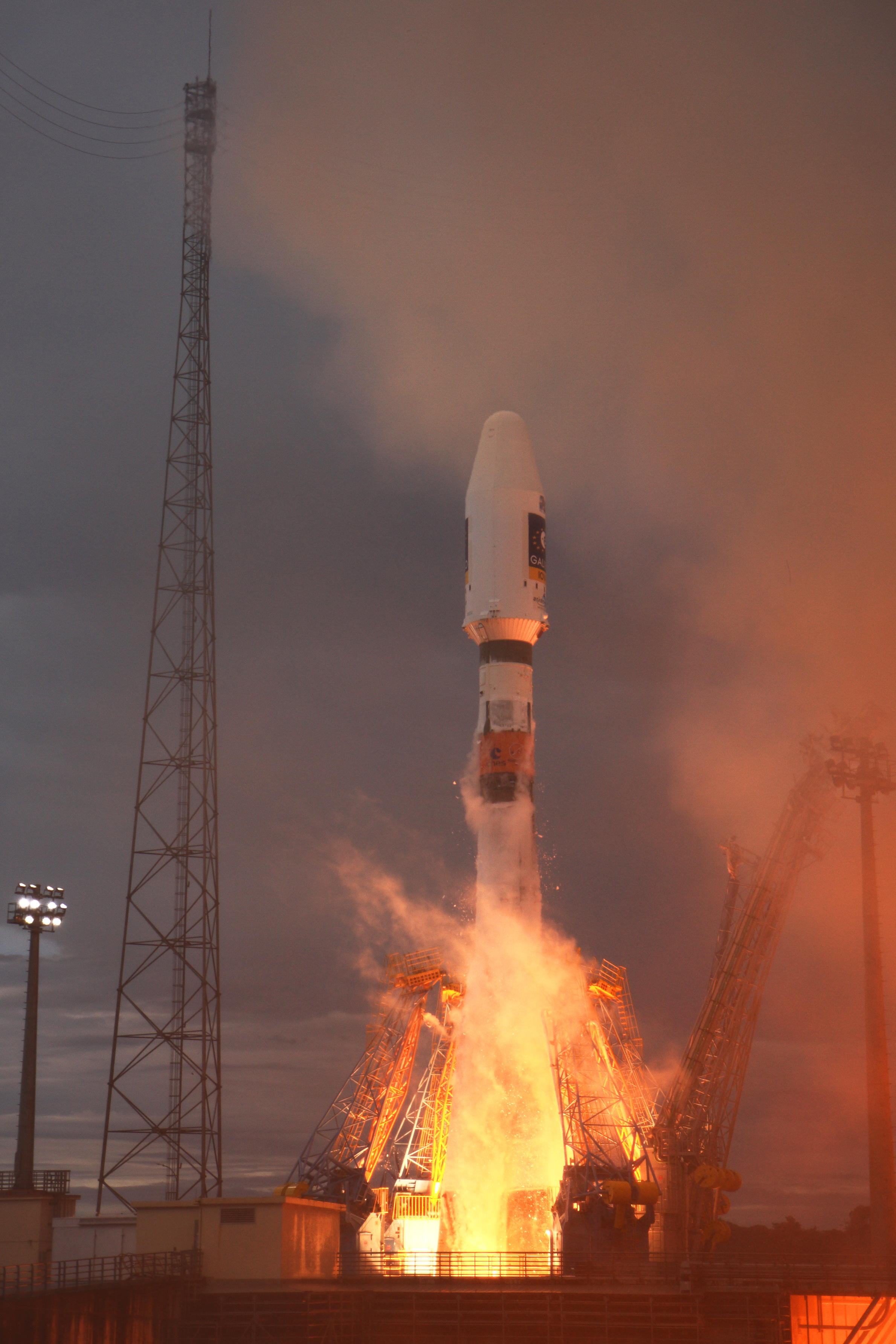
Kourou 21 ottobre 2011. Lancio dei primi due satelliti Galileo (PFM, FM2) con lanciatore Soyuz.

Il sistema di posizionamento Galileo è un sistema di posizionamento e navigazione satellitare civile (in inglese GNSS - Global Navigation Satellite System), sviluppato in Europa come alternativa al Global Positioning System (NAVSTAR GPS), controllato invece dal Dipartimento della Difesa degli Stati Uniti d'America.
Il sistema fornisce un grado di accuratezza di alcuni centimetri nelle tre direzioni. L'entrata in servizio, inizialmente prevista a fine 2019, è stata anticipata al 15 dicembre 2016. Il sistema può contare su 30 satelliti artificiali orbitanti (24 operativi più 6 di scorta) su 3 piani inclinati di circa 56° rispetto al piano equatoriale terrestre, orbitanti a una quota di circa 23.925 km. Le orbite seguite dai satelliti sono quelle MEO (Orbita terrestre media).
A febbraio 2023, il sistema si compone di 24 satelliti operativi, 3 non operativi e 3 ritirati dal servizio.
Sono stati  lanciati da dicembre 2023, e per i tre anni successivi, ulteriori 12 satelliti (denominati Galileo Batch 3), con i quali si prevede di completare la cosiddetta prima generazione del sistema Galileo (G1G).
Con il lancio effettuato il 28 aprile 2024, la costellazione ha raggiunto quota 30 satelliti.

## Storia
I primi sistemi di posizionamento satellitari (il GPS statunitense e il GLONASS russo), furono sviluppati in piena guerra fredda per applicazioni militari e il loro utilizzo civile è ancora oggi, in linea di principio, subordinato alle necessità di impiego militare dei due Stati.
Per diversi anni, il sistema GLONASS non è stato più mantenuto in perfetta efficienza; pertanto, l'unico sistema di posizionamento satellitare disponibile praticamente in tutto il globo terrestre è stato il sistema statunitense GPS (il ripristino del sistema GLONASS è stato una priorità del governo di Vladimir Putin a partire dal 2000 e nell'ottobre 2011 l'intera costellazione orbitale di 24 satelliti con copertura globale è stata ripristinata).
Proprio la necessità di rompere il monopolio USA su un servizio su scala globale ha spinto l'Europa a varare il progetto Galileo.
Il programma Galileo fu avviato ufficialmente il 26 maggio 2003 con un accordo tra l'Unione europea e l'Agenzia Spaziale Europea (ESA). A differenza del sistema GPS, sviluppato dal Dipartimento della Difesa degli Stati Uniti d'America (che si riserva il diritto di ridurre la copertura del segnale, la sua accuratezza o sospendere del tutto il servizio in qualunque momento), Galileo è rivolto soprattutto al settore civile-commerciale mondiale.
Il sistema europeo è sempre disponibile gratuitamente sia ai civili sia ai militari e con la massima accuratezza, mentre sono in valutazione possibili servizi commerciali. Un ritorno economico per le industrie europee si avrà anche con la produzione dei ricevitori Galileo, mentre ora con il GPS il mercato è esclusivamente americano.
A causa delle difficoltà economiche generali, la Commissione europea ha avuto problemi ad assicurare la copertura economica al proseguimento del progetto e ci sono state divisioni tra le nazioni coinvolte. Italia e Francia sono ampiamente favorevoli, mentre altri stati, tra cui Germania, Paesi Bassi e Inghilterra, preferirebbero continuare ad usare gratuitamente il sistema americano piuttosto che finanziarne uno nuovo. In seguito agli attacchi terroristici dell'11 settembre 2001, gli Stati Uniti fecero pressione perché si sospendesse lo sviluppo del progetto europeo.
Pochi mesi dopo, in parte come reazione alla pressione statunitense, tutti i paesi europei si schierarono in favore del progetto Galileo e i finanziamenti divennero più che sufficienti. Rimasero però alcune divisioni su argomenti più prettamente politici. Per il periodo fino al 2005 la spesa prevista per il progetto era di 1,1 miliardi di euro.
I trenta satelliti previsti hanno cominciato a essere messi in orbita a partire dal 2011, con un costo totale stimato in 3 miliardi di euro, comprese le infrastrutture di terra, da realizzarsi tra il 2007 e il 2008. Almeno due terzi del costo è coperto da aziende private e investitori, mentre la rimanente spesa è suddivisa tra Agenzia Spaziale Europea e Unione europea.
Nel settembre 2003, si è unita al progetto la Cina, con apporto di capitali di investimento per 230 milioni di euro. Israele è entrato come partner del progetto nel luglio 2004, diventando poi major partner nel 2014.
Il 3 giugno 2005, l'Unione europea e l'Ucraina hanno iniziato delle trattative per l'adesione di quest'ultima al progetto.
Ci sono diverse voci sull'adesione di altre nazioni come India, Brasile, Messico, Cile, Giappone, Corea del Sud, Australia, Marocco e Canada.
Un servizio criptato commerciale a larga banda e alta accuratezza è fornito a un costo aggiuntivo, mentre il servizio di base di Galileo è liberamente disponibile a chiunque sia dotato di un ricevitore compatibile. L'Unione europea si è accordata nel giugno 2004 con gli USA per adottare uno schema di modulazione noto con il nome di Binary Offset Carrier 1.1 (BOC 1,1) che permette la trasmissione dei servizi Galileo sulle stesse frequenze adottate dal GPS americano senza che i due sistemi producano interferenze reciproche.
Per assicurare l'assegnazione delle frequenze radio e sperimentare la stabilità in orbita del segnale e degli orologi atomici, fu previsto il lancio di due satelliti di prova, GSTB-V2/A e GSTB-V2/B (acronimo di Galileo Satellite Test Bed - Version 2, A e B).
Il 28 dicembre 2005, alle ore 06:19 (ora centrale europea), dal Cosmodromo di Baikonur (Kazakistan) è avvenuto il lancio del primo satellite del programma: GSTB-V2/A, ribattezzato poi come "GIOVE-A", dal nome attribuito al programma di prova del sistema Galileo, "GIOVE" (dall'inglese, Galileo In-Orbit Validation Element).
A causa dei ritardi nel progetto, a marzo del 2007 fu commissionato dall'ESA un satellite gemello del primo (GIOVE-A2) per garantire la necessaria continuità della trasmissione del segnale in orbita e non perdere i diritti sulle frequenze. La costruzione del GIOVE-A2 fu interrotta a seguito del lancio (il 26 aprile 2008 alle 22:16 UTC) del secondo satellite di test in orbita, il "GIOVE-B" e della successiva conferma del suo corretto funzionamento. Rispetto al precedente, il GIOVE-B trasporta in più un ulteriore orologio atomico all'idrogeno e degli amplificatori di potenza del segnale.
Due dei trenta satelliti operativi della costellazione sono stati messi in orbita il 21 ottobre 2011 con un vettore russo Soyuz, altri due sono stati lanciati il 13 ottobre 2012, per verificare il sistema Galileo nelle sue strutture di terra e spaziali (fase In-Orbit Validation), altri due satelliti nell'agosto 2014 e altri due (il settimo e l'ottavo) il 27 marzo 2015.
Nel 2012, la società italo-francese Telespazio ha testato con successo la trasmissione dei segnali anche in forma criptata sui primi due satelliti già in orbita della costellazione. La verifica condotta al Centro spaziale del Fucino ha permesso di estendere l'offerta dei servizi Galileo PRS (Public Regulated Services – Servizi Pubblici Regolamentati) ad enti governativi, organi di sicurezza e Protezione Civile.
La rete è gestita dal centro di Spaceopal GmbH a Oberpfaffenhofen, presso Monaco di Baviera, in coordinamento col Centro spaziale del Fucino. Dal novembre 2010, Spaceopal GmbH è il primo contraente per i servizi operativi di Galileo, nel quadro dello sviluppo dei sistemi di navigazione satellitare globale (GNSS). Spaceopal ha sede a Monaco di Baviera, ed è un partenariato fra Telespazio (Leonardo al 67%, e Thales al 33%) e l'agenzia spaziale tedesca.
Dal 15 dicembre 2016 Galileo è in funzione con 18 satelliti.
Sono già disponibili nel 2017 i primi processori compatibili di Qualcomm Snapdragon, nonché la versione del sistema operativo per dispositivi mobili Android Nougat (v. 7.0) compatibile col sistema satellitare.
Il primo telefono cellulare in grado di usare il sistema è il BQ Aquaris X5 Plus. Tra i primi dispositivi compatibili con Galileo vi sono l'iPhone 6s, il Samsung Galaxy S8 e il Nokia 8.
Il 25 luglio 2018, il numero di satelliti in orbita è salito a 26 in seguito al lancio di quattro nuovi satelliti.

## Descrizione

### Obiettivi
I principali scopi di Galileo sono:
- una maggior accuratezza nella geo-localizzazione degli utenti rispetto a quella attualmente fornita dal NAVSTAR GPS;
- un aumento della copertura globale dei segnali inviati dai satelliti, soprattutto per le regioni a più alte latitudini (> 75°);
- un'alta disponibilità del segnale nelle aree urbane;
- una affidabilità certificata, coadiuvata anche dall'invio del "messaggio di integrità" che avverte immediatamente l'utente di eventuali perdite di integrità nel segnale della costellazione o, viceversa, conferma l'esattezza del segnale ricevuto;
- un'elevata continuità di servizio che, essendo indipendente dagli USA, può funzionare sempre e non verrà disattivato senza preavviso (come successo in tempi di guerra per il GPS).

Sebbene il sistema Galileo sia stato pensato per essere completamente indipendente e autosufficiente, è compatibile e interoperabile con il sistema GPS: in altri termini, le caratteristiche di Galileo sono tali da non interferire con il funzionamento del GPS ("principio di compatibilità") e ne permettono anche l'utilizzo congiunto con il GPS ("principio di interoperabilità").

### Innovazioni
Galileo è progettato per migliorare lo scenario offerto dai sistemi GNSS agendo su tre caratteristiche: la precisione, la disponibilità e la copertura. La precisione dei GNSS è migliorata grazie all'interoperabilità, che permette di servirsi di una costellazione combinata GPS-Galileo. In questo modo, il numero di satelliti costantemente disponibili è quasi il doppio, il che permette misure più precise. Per lo stesso motivo, il numero maggiore di satelliti che diffondono un segnale di geo-localizzazione permette di avere un servizio con maggiore disponibilità, anche in ambienti a visibilità limitate, come nei centri urbani, dove si verifica il fenomeno dei “canyon urbani”, ovvero l'oscuramento parziale dei segnali GNSS da parte degli edifici, in particolare se molto alti e densi. Infine, la copertura offerta da Galileo in alcune aree geografiche è migliore del GPS, per come è stata progettata la posizione dei satelliti. In particolare, è stata curata una maggiore copertura del Nord Europa.
Anche a livello di servizio, Galileo è migliorativo rispetto al GPS, in quanto offre alcune caratteristiche ora assenti nei GNSS, come i servizi di integrità garantita del segnale, e, in generale, l'affidabilità del sistema, oppure la possibilità di accedere ai dati grezzi non elaborati.

### Principi di funzionamento
Un sistema di posizionamento globale satellitare (in inglese Global Positioning System, il cui generico acronimo GPS è venuto ad identificarsi col sistema statunitense, il cui nome completo è NAVSTAR GPS) si basa su una costellazione di satelliti artificiali in grado di fornire con estrema precisione le coordinate geografiche (longitudine, latitudine, quota) e la velocità di qualsiasi mezzo fisso o mobile in ogni punto in prossimità della superficie Terra e nell'atmosfera, con continuità temporale.
Ciascun satellite trasmette continuamente dei segnali codificati contenenti varie informazioni come i dati orbitali, che servono ad un ricevitore satellitare per il calcolo della posizione del satellite stesso (le cosiddette effemeridi), e un riferimento temporale per la determinazione degli istanti esatti di trasmissione dei segnali stessi.
Nel caso in cui il ricevitore satellitare disponesse di un orologio locale perfettamente sincronizzato con quello del satellite in volo che gli irradia il segnale, sarebbe possibile conoscere con esattezza il ritardo di propagazione del segnale, ottenendolo dalla misura dell'intervallo di tempo tra il segnale orario (ricevuto nel messaggio inviato e rappresentante il tempo di invio del segnale), e il tempo segnato dall'orologio locale del ricevitore.
Supponendo di misurare tale ritardo di propagazione e indicatolo con τ, se indichiamo poi con R la distanza satellite-ricevitore (reale) essa risulta pari a
{\displaystyle R=c\tau }
dove c è la velocità della luce.
Il luogo geometrico dei punti nello spazio tridimensionale che soddisfano questa relazione è definito "sfera di posizione" rispetto al satellite, in quanto corrisponde ad una sfera avente come centro la posizione istantanea occupata dal satellite proprio nell'istante di invio del segnale e raggio pari alla distanza misurata R. Il ricevitore può quindi occupare un generico punto sulla superficie della sfera di posizione.
Avendo a disposizione due satelliti si possono effettuare due misure di distanza dallo stesso ricevitore, individuando così due sfere di posizione che si intersecano in una circonferenza nello spazio tridimensionale; in questo caso il ricevitore si troverà a occupare un generico punto della circonferenza.
Aggiungendo una terza misura si trova un'altra sfera di posizione che, intersecandosi con le due precedenti (o equivalentemente con la circonferenza loro intersezione) fornirà due possibili punti nello spazio tridimensionale per la posizione del ricevitore. L'ambiguità residua tra le due posizioni è facilmente risolvibile notando che uno dei due punti si troverà ad una quota non compatibile l'effettiva presenza del ricevitore e che è possibile scartare con sicurezza, almeno in molte applicazioni.
Geometricamente, disponendo di un quarto satellite, il punto occupato dal ricevitore sarebbe univocamente determinato dall'intersezione delle quattro sfere di posizione. Quanto detto è vero supponendo che l'utente-ricevitore abbia a disposizione un orologio locale sincronizzato con quello a bordo del satellite; nella realtà, l'orologio del ricevitore è relativamente impreciso.
Questo implica uno scostamento temporale {\displaystyle d_{t}} (in inglese time-bias) tra il tempo segnato dall'orologio del ricevitore e il riferimento temporale a bordo del satellite. Questo scarto temporale crea inevitabilmente un errore di stima della posizione pari a {\displaystyle cd_{t}} che rappresenta un'ulteriore incognita insieme alle tre coordinate spaziali del ricevitore e implica necessariamente l'utilizzo di un quarto satellite con un'altra misura della distanza per risolvere il problema.
In effetti, quello che si misura in questo modo con il ricevitore sono quattro "stime" delle quattro distanze reali (in inglese, range) dai satelliti e chiamate, coerentemente, "pseudo-distanze" (in inglese, pseudo-range, Ru) poiché esse differiscono di 'cdt' dalla rispettiva misura reale.
Analiticamente questa procedura equivale alla risoluzione di un sistema di equazioni non lineare di quattro equazioni in
quattro incognite:
{\displaystyle {\sqrt {(x_{k}-x_{u})^{2}+(y_{k}-y_{u})^{2}+(z_{k}-z_{u})^{2}}}=(Ru_{k}-cdt)} con k = 1,2,3,4 e dove
{\displaystyle Ru_{k}=c\tau _{k}} sono le pseudo-distanze misurate dal ricevitore dai quattro satelliti senza correzione dell'orologio,
{\displaystyle (x_{u},y_{u},z_{u})} sono le coordinate del ricevitore-utente che insieme a {\displaystyle cdt} rappresentano le quattro incognite del sistema,
{\displaystyle (x_{k},y_{k},z_{k})} sono le coordinate del k-simo satellite, ricavabili dalle effemeridi trasmesse in ogni singolo segnale captato dal ricevitore.

## Architettura
Il sistema Galileo è composto da tre sezioni principali, detti genericamente segmenti:
- il "segmento spaziale", detto in inglese Galileo Space Segment (GSS), costituito principalmente dalla costellazione dei satelliti;
- il "segmento terrestre", detto in inglese Galileo Ground Segment (GGS), che include il centro di controllo detto in inglese Ground Control System (GCS), le stazioni remote e l'intera rete di comunicazione;
- il "segmento utente", detto in inglese Galileo User Segment (GUS).

Le stazioni di monitoraggio ricevono continuamente i segnali emessi da tutti i satelliti della costellazione. I dati raccolti da ciascuna stazione comprendono il segnale di clock del satellite, le sue correzioni rispetto al tempo universale UTC, le effemeridi del singolo satellite e vari altri segnali di stato.
Le effemeridi informano il ricevitore sull'esatta posizione del satellite nello spazio, così che il ricevitore possa conoscere esattamente dove si trova l'origine del segnale che ha ricevuto.
Ogni satellite trasmette le proprie effemeridi e in aggiunta un almanacco, che è un'informazione più generale rispetto a quella contenuta nelle effemeridi, e che riguarda la posizione di tutti i satelliti della costellazione Galileo.
In tal modo, il ricevitore sa sempre dove e quando ricercare i satelliti nel momento dell'individuazione della posizione.
Una volta raccolti, i dati vengono inviati alla stazione di elaborazione centrale che ha il compito di eseguire
tutte le misure necessarie per correggere le informazioni inviate dai satelliti Galileo.
Il centro di controllo effettua una stima dell'orbita e dell'offset d'orologio previsti per ciascun satellite nelle ore successive; quindi le orbite previste vengono parametrizzate e i dati re-inviati ai satellite, i quali, a loro volta, inserendoli nei dati di comunicazione che diffondono continuamente (che pertanto sono indicati con effemeridi trasmesse, in inglese broadcast ephemerides) li comunicheranno agli utenti durante le ore successive.
Gli utilizzatori finali sono sia civili che militari. Ogni utente è dotato di un ricevitore Galileo capace di acquisire i segnali emessi dai satelliti Galileo per stimare il suo posizionamento tridimensionale in tempo reale.

### Il segmento spaziale: la costellazione

Illustrazione di una costellazione MEO

Il "segmento spaziale" di Galileo è indicato in inglese come Galileo Space Segment (GSS) e comprende una costellazione di 30 satelliti suddivisi in 3 diverse orbite terrestri medie ad un'altitudine di circa 23222 km, come illustrato in figura (detta Walker Constellation 27/3/1).
Ognuna delle 3 orbite è inclinata di 56° rispetto al piano dell'equatore, il periodo orbitale è di circa 14 ore e 4 minuti con periodo di ripetizione della traccia al suolo di 10 giorni.
Di questi 30 satelliti, 27 sono operativi e distribuiti in 9 per ogni piano orbitale, 3 sono poi disponibili per la sostituzione di un satellite mal funzionante in caso di necessità. La scelta di questo tipo di disposizione è stata effettuata per raggiungere il massimo livello di efficienza: infatti, in caso di malfunzionamento di un singolo satellite, è possibile procedere rapidamente al suo rimpiazzo, senza che tale operazione venga fatta lanciandone uno nuovo dalla Terra, il che avverrebbe plausibilmente in tempi abbastanza lunghi.
Alcune delle caratteristiche principali dei satelliti:
- massa al lancio: circa 700 kg
- potenza: < 1,6 kW
- dimensioni del corpo principale: stima in 2,7 m × 1,2 m × 1,1 m
- vita media: 12 anni
- TT&C (Tracking, Telemetry & Command): banda S
- ricezione dei dati di missione: banda C
- trasmissione del segnale Galileo di navigazione: banda L.

I collegamenti per la TT&C avvengono attraverso un trasponder trasmissione/ricezione che opera in banda S, con una singola portante in uplink modulata BPSK/PM (2034,747 MHz) e una singola portante downlink modulata BPSK/PM (2209,68 MHz).
I dati di missione (mission data) sono inviati dalle stazioni di uplink di terra al satellite in banda C.
I satelliti sono stati studiati per supportare la trasmissione del segnale Galileo verso l'utenza finale fino a quattro portanti poste in banda L.
Le portanti sono modulate mediante la combinazione di un codice a spettro espanso (spread spectrum) ottenuta dalla modulazione digitale di una sequenza di codice Pseudo-Random Noise (PRN) unica per ogni satellite con i dati di navigazione.
Grazie all'utilizzo del codice PRN i segnali trasmessi dai vari satelliti non interferiscono significativamente tra loro.
Tutti i satelliti operativi trasmetteranno sulle stesse bande di frequenza e, per selezionare i segnali in ricezione, è utilizzata la tecnica del Code Division Multiple Access (CDMA).
In ricezione, dato che le sequenze PRN sono quasi incorrelate tra di loro, i segnali possono essere separati utilizzando una tecnica CDMA; il ricevitore deve quindi essere in grado di replicare le varie sequenze PRN oltre alle frequenze portanti.
I satelliti, oltre a fornire un servizio di timing, devono trasmettere il segnale Galileo di navigazione in banda L; questi segnali vengono generati a bordo in banda base nell'unità elettronica designata col nome (in inglese) di Navigation Signal Generation Unit (NSGU), e che rappresenta il cervello di elaborazione del segnale Galileo su ogni satellite della costellazione.
L'NSGU riceve in ingresso i dati di navigazione trasmessi da terra dal Galileo Control System (GCS) (tipicamente attraverso degli uplink diretti in banda C o in caso di degradazione del sistema, indirettamente attraverso la banda S usata per TT&C), e li combina opportunamente con i codici PRN (anch'essi generati a bordo dalla NSGU) secondo il riferimento temporale derivato dal clock atomico attivo sul singolo satellite.
Il sistema ha anche la possibilità di diffondere, secondo un determinato ordine di priorità, i cosiddetti "messaggi d'integrità", ricevuti sotto forma di pacchetti ricevuti sia dal canale Galileo (globale) o da canali esterni (regionali) (fino a 5, detti ERIS da External Region Integrity Service). I pacchetti di integrità ricevuti a bordo del satellite sono incorporati dalla NSGU dentro le trame del segnale di navigazione senza subire alcuna manipolazione, e di conseguenza sono trasmessi agli utenti del sistema Galileo in tempo reale.
Il sistema è capace di funzionare gestendo una vasta gamma di velocità di trasmissione dati (trasmettendo data messages), da un minimo di 50 sps fino a 1000 sps (sps = symbol per seconds).
Le possibilità di impiego dei messaggi trasmessi diventano quindi molteplici e offrono una nuova serie di servizi sconosciuti al sistema GPS; nella tabella seguente vengono illustrate alcune prospettive al riguardo.
| Informazioni aggiuntive per Applicazioni di Sicurezza                                                                       | Informazioni aggiuntive per Applicazioni Commerciali                                                                                 |
| --- | --- |
| Informazioni sulla disponibilità del servizio Messaggi di ricerca e soccorso Informazioni meteorologiche Avvisi d'incidente | Aggiornamenti alle mappe Aggiornamenti temporanei alle mappe (traffico, deviazioni...) Punti d'interesse (distributori, alberghi...) |

Per quanto riguarda l'accuratezza del sistema esistono differenti fonti di incertezza che possono essere raggruppate in tre principali categorie:
- Dilution of Precision (DOP)
- effetti di segnale
- User Equivalent Range Error (UERE).

Per DOP si intende la bontà della geometria dei satelliti utilizzati e indica come gli errori nelle misure influiscano sul calcolo della posizione.
L'"effetto di segnali" altera la capacità di valutare con precisione il timing degli stessi.
L'"UERE" deriva da una predizione imprecisa nel determinare l'orbita del satellite e la sincronizzazione temporale (ODTS), inoltre da una previsione non precisa dell'effetto multipath, il quale introduce ritardi e distorsione nei segnali trasmessi. Questi ultimi, grazie ad un sistema di controllo terrestre, possono essere ridotti ad un errore inferiore ai 65 centimetri.

#### Il programma Galileo
Il programma Galileo si articola in tre fasi:
- fase di progetto e sviluppo, comprendente la definizione, lo sviluppo e la validazione in orbita di 2-4 satelliti e di alcune delle principali basi di controllo a terra;
- fase di validazione in orbita, che prevede il completamento della costellazione e del segmento di terra;
- fase commerciale, con la piena operatività del sistema.

La fase di definizione completata nel 2003, ha prodotto le specifiche base del sistema. La fase di validazione è stata portata a termine con lo sviluppo e il testing di quattro satelliti e del segmento di terra (ground stations e control center).
La prima parte del programma è stata la missione GIOVE (dall'inglese, Galileo In-Orbit Validation Element), la quale impiegherà oltre al segmento di terra due satelliti denominati GIOVE-A e GIOVE-B, che sono sostituiti dai quattro satelliti della fase detta IOV, dall'inglese In-Orbit Validation i quali implementano in modo rappresentativo l'intera costellazione di 30 satelliti.

#### GIOVE
Nel 2002 in preparazione del completamento di GALILEO, l'ESA ha avviato la missione GIOVE (Galileo In-Orbit Validation Element) al fine di effettuare esperimenti utili al futuro sviluppo del sistema e migliorare le capacità tecniche delle aziende coinvolte. Per la missione sono stati lanciati due satelliti (GIOVE-A e GIOVE-B) ed è stato realizzato il relativo segmento di terra.
Questo progetto ha portato ad un grande progresso nella tecnologia spaziale europea, ottenendo obiettivi mai raggiunti prima quali l'utilizzo di un'orbita terrestre media per satelliti di navigazione europei, la messa a punto di orologi mai così precisi e la sperimentazione di nuovi sistemi di trasmissione e trattamento di segnali e di navigazione.

##### Satellite GIOVE-A

Giove-A (Foto: ESA)

Il satellite è stabilizzato su tre assi. Ha un corpo di forma cubica di dimensioni 1,3 x 1,8 x 1,65 m, con una massa al lancio di 600 kg. Due ali di pannelli solari, lunghe 4,54 m ciascuna, soddisfano la richiesta di 700 W di potenza. La propulsione utilizza due bombole di butano da 25 kg.
Il carico utile è tre volte ridondante e comprende un'antenna phased array in banda L; due orologi atomici al rubidio con una precisione di 10−8 s al giorno; dei rilevatori per la misura delle radiazioni in orbita; il ricevitore di navigazione e, infine, l'unità di generazione del segnale di navigazione (NSGU).
GIOVE-A è stato lanciato alle 05:19 UTC del 28 dicembre 2005 dal cosmodromo di Baikonur, con l'utilizzo di un lanciatore Sojuz-FG.
Formalmente decommissionato nel 2012, è stato nuovamente utilizzato nel 2013 per una missione che ha dimostrato la possibilità di effettuare fix GPS in orbita superiore all'orbita bassa (dove generalmente la localizzazione GPS dei satelliti è già usata).

##### Satellite GIOVE-B

Giove-B (Foto: ESA)

Stabilizzato su tre assi, il satellite ha un corpo di dimensioni 0,95 x 0,95 x 2,4 m e una massa al lancio di 530 kg. I pannelli solari, la cui lunghezza d'ala è di 4,34 m, forniscono 1100 W di potenza. La propulsione avviene tramite un motore ad idrazina alimentato da una bombola di 28 kg.
Il carico è doppiamente ridondante e comprende un'antenna phased array in banda L, come il predecessore; due orologi atomici al rubidio e uno all'idrogeno, al momento il più affidabile mai installato su un satellite, con una precisione di 10−9 s al giorno, un monitor per la misura delle radiazioni in orbita e, infine, l'unità di generazione del segnale di navigazione (NSGU).
Il lancio di GIOVE-B è avvenuto il 27 aprile 2008 alle ore 00.16 (orario italiano) dalla base russa di Baikonur (Kazakhistan) con un lanciatore Sojuz-FG/Fregat.
È stato realizzato dalla società European Satellite Navigation Industries.

#### Il satellite finale: Galileo IOV
La fase IOV (In-Orbit Validation, ovvero, "fase di validazione in orbita") prevedeva la messa in orbita dei primi 4 satelliti della costellazione, il cui design è molto simile alla versione finale dei satelliti Galileo.
Durante questa fase sono stati effettuati dei test di verifica del sistema, del funzionamento dei satelliti sperimentali, di una ridotta costellazione di quattro satelliti operativi e dell'infrastruttura terrestre.
Il 21 ottobre 2011, dal Centre Spatial Guyanais di Kourou (Guyana francese), alle 7.30 ora locale, sono stati messi in orbita i primi due satelliti (Proto Flight Model e Flight Model 2) del sistema Galileo con lanciatore Sojuz. Il lancio, previsto per il giorno precedente (20 ottobre ore 7.34), è stato posticipato a causa di un'anomalia osservata durante la fine del riempimento con propellente del terzo stadio del lanciatore. La società russa Soyuz, ha quindi deciso di rinviare il lancio al giorno seguente.
La campagna di lancio GALILEO IOV-1 ha rappresentato uno storico evento per la comunità spaziale europea.
Per la prima volta infatti, il lanciatore russo Soyuz è partito da un sito diverso da quelli del cosmodromo di Bajkonur e del cosmodromo di Pleseck, situati entrambi nel territorio di egemonia russa.
Il 12 marzo 2013 l'ESA ha annunciato che per la prima volta è stato possibile, grazie ai quattro satelliti Galileo in orbita, effettuare un fix (calcolo della posizione) dimostrando così la funzionalità del sistema.
| Satellite       | Nome               | PRN | Data messa in orbita | Veicolo di lancio    | Stato                          |
| --------------- | ------------------ | --- | -------------------- | -------------------- | ------------------------------ |
| Galileo-IOV PFM | GSAT0101 - Thijs   | E11 | 21.10.2011           | Soyuz-2-1b Fregat-MT | Operativo                      |
| Galileo-IOV FM2 | GSAT0102 - Natalia | E12 | 21.10.2011           | Soyuz-2-1b Fregat-MT | Operativo                      |
| Galileo-IOV FM3 | GSAT0103 - David   | E19 | 12.10.2012           | Soyuz-2-1b Fregat-MT | Operativo                      |
| Galileo-IOV FM4 | GSAT0104 - Sif     | E20 | 12.10.2012           | Soyuz-2-1b Fregat-MT | Non funzionante dal 27.05.2014 |

#### La fase operativa: Galileo FOC
La fase FOC (Full Operational Capability, in italiano "piena capacità operativa"), che prevede la messa in orbita dei rimanenti 22 satelliti della costellazione, è iniziata il 22 agosto 2014 con il lancio dei primi 2 satelliti FOC.
La messa in orbita dei satelliti "Doresa" e "Milena" è riuscita solo parzialmente. I satelliti sono risultati in un'orbita con maggiore apogeo, perigeo inferiore e un'inclinazione errata rispetto a quella programmata. Sono attualmente in corso tre inchieste indipendenti della Commissione Europea, del gruppo francese Arianespace e dell'agenzia spaziale russa Roscosmos, per rilevare cause e responsabilità dell'accaduto.
Una possibile causa del mancato raggiungimento dell'opportuna orbita è stata individuata nell'errata progettazione delle linee di erogazione del carburante, troppo vicine a quelle del raffreddamento ad elio liquido. Il propellente, idrazina, si è ghiacciata ostruendo i suoi condotti.
I satelliti sono stati successivamente stabilizzati e integrati nel programma Galileo.
Il 24 maggio 2016 è stato effettuato il lancio dei satelliti 13 e 14 della costellazione, l'ultimo realizzato per mezzo del vettore Soyuz. A partire dall'autunno 2016 i lanci sono effettuati per mezzo del vettore Ariane 5, che consente la messa in orbita di 4 satelliti per ogni missione.
| Satellite        | Nome                  | PRN | Data messa in orbita | Veicolo di lancio    | Stato |
| ---------------- | --------------------- | --- | -------------------- | -------------------- | --- |
| Galileo-FOC FM1  | GSAT0201 - Doresa     | E18 | 22.08.2014           | Soyuz-2-1b Fregat-MT | In fase di test - Lanciato in una orbita non corretta e poi a dicembre 2014 spostato in una orbita corretta |
| Galileo-FOC FM2  | GSAT0202 - Milena     | E14 | 22.08.2014           | Soyuz-2-1b Fregat-MT | In fase di test - Lanciato in una orbita non corretta e poi a marzo 2015 spostato in una orbita corretta    |
| Galileo-FOC FM3  | GSAT0203 - Adam       | E26 | 27.03.2015           | Soyuz-2-1b Fregat-MT | Operativo - Disponibile dal 03/12/2015                                                                      |
| Galileo-FOC FM4  | GSAT0204 - Anastasia  | E22 | 27.03.2015           | Soyuz-2-1b Fregat-MT | Rimosso dalla costellazione attiva dal 08/12/2017                                                           |
| Galileo-FOC FM5  | GSAT0205 - Alba       | E24 | 11.09.2015           | Soyuz-2-1b Fregat-MT | Operativo - Disponibile dal 28/01/2016                                                                      |
| Galileo-FOC FM6  | GSAT0206 - Oriana     | E30 | 11.09.2015           | Soyuz-2-1b Fregat-MT | Operativo - Disponibile dal 28/01/2016                                                                      |
| Galileo-FOC FM8  | GSAT0208 - Andriana   | E08 | 17.12.2015           | Soyuz-2-1b Fregat-MT | Operativo - Disponibile dal 22/04/2016                                                                      |
| Galileo-FOC FM9  | GSAT0209 - Liene      | E09 | 17.12.2015           | Soyuz-2-1b Fregat-MT | Operativo - Disponibile dal 22/04/2016                                                                      |
| Galileo-FOC FM10 | GSAT0210 - Danielė    | E01 | 24.05.2016           | Soyuz-2-1b Fregat-MT | Operativo - Disponibile dal 01/12/2016                                                                      |
| Galileo-FOC FM11 | GSAT0211 - Alizée     | E02 | 24.05.2016           | Soyuz-2-1b Fregat-MT | Operativo - Disponibile dal 01/12/2016                                                                      |
| Galileo-FOC FM7  | GSAT0207 - Antonianna | E07 | 17.11.2016           | Ariane 5 ES          | Operativo - Disponibile dal 29/05/2017                                                                      |
| Galileo-FOC FM12 | GSAT0212 - Lisa       | E03 | 17.11.2016           | Ariane 5 ES          | Operativo - Disponibile dal 01/08/2017                                                                      |
| Galileo-FOC FM13 | GSAT0213 - Kimberley  | E04 | 17.11.2016           | Ariane 5 ES          | Operativo - Disponibile dal 09/08/2017                                                                      |
| Galileo-FOC FM14 | GSAT0214 - Tijmen     | E05 | 17.11.2016           | Ariane 5 ES          | Operativo - Disponibile dal 29/05/2017                                                                      |
| Galileo-FOC FM15 | GSAT0215 - Nicole     | E21 | 12.12.2017           | Ariane 5 ES          | Operativo - Disponibile dal 12/10/2018                                                                      |
| Galileo-FOC FM16 | GSAT0216 - Zofia      | E25 | 12.12.2017           | Ariane 5 ES          | Operativo - Disponibile dal 02/08/2018                                                                      |
| Galileo-FOC FM17 | GSAT0217 - Alexandre  | E27 | 12.12.2017           | Ariane 5 ES          | Operativo - Disponibile dal 02/08/2018                                                                      |
| Galileo-FOC FM18 | GSAT0218 - Irina      | E31 | 12.12.2017           | Ariane 5 ES          | Operativo - Disponibile dal 02/08/2018                                                                      |
| Galileo-FOC FM19 | GSAT0219 - Tara       | E36 | 25.07.2018           | Ariane 5 ES          | Operativo - Disponibile dall'11/02/2019                                                                     |
| Galileo-FOC FM20 | GSAT0220 - Samuel     | E13 | 25.07.2018           | Ariane 5 ES          | Operativo - Disponibile dall'11/02/2019                                                                     |
| Galileo-FOC FM21 | GSAT0221 - Anna       | E15 | 25.07.2018           | Ariane 5 ES          | Operativo - Disponibile dall'11/02/2019                                                                     |
| Galileo-FOC FM22 | GSAT0222 - Ellen      | E33 | 25.07.2018           | Ariane 5 ES          | Operativo - Disponibile dall'11/02/2019                                                                     |
| Galileo-FOC FM23 | GSAT0223 - Nikolina   | E34 | 05.12.2021           | Soyuz VS-26          | Operativo - Disponibile dal 05/05/2022                                                                      |
| Galileo-FOC FM24 | GSAT0224 - Shriya     | E10 | 05.12.2021           | Soyuz VS-26          | Operativo - Disponibile dal 29/08/2022                                                                      |
| Galileo-FOC FM25 | GSAT0225 - Patrick    | E29 | 28.04.2024           | Falcon 9 Block 5     | Fase di messa in servizio                                                                                   |
| Galileo-FOC FM27 | GSAT0227 - Julina     | E06 | 28.04.2024           | Falcon 9 Block 5     | Fase di messa in servizio                                                                                   |
| Galileo-FOC FM26 | GSAT0226              |     | previsto in 09.2024  | Falcon 9 Block 5     | Pianificato                                                                                                 |
| Galileo-FOC FM28 | GSAT0228              |     | previsto in 09.2024  | Falcon 9 Block 5     | Pianificato                                                                                                 |
| Galileo-FOC FM29 | GSAT0229              |     | 2025                 | Ariane 6             | Pianificato                                                                                                 |
| Galileo-FOC FM30 | GSAT0230              |     | 2025                 | Ariane 6             | Pianificato                                                                                                 |
| Galileo-FOC FM31 | GSAT0231              |     | TBD                  | Ariane 6             | Pianificato                                                                                                 |
| Galileo-FOC FM32 | GSAT0232              |     | TBD                  | Ariane 6             | Pianificato                                                                                                 |
| Galileo-FOC FM33 | GSAT0233              |     | TBD                  | Ariane 6             | Pianificato                                                                                                 |
| Galileo-FOC FM34 | GSAT0234              |     | TBD                  | Ariane 6             | Pianificato                                                                                                 |
| Galileo-G2G 1    | GSAT0235              |     | TBD                  | Ariane 6             | Pianificato                                                                                                 |

### Il segmento terrestre: centro di controllo e di missione

Configurazione del futuro segmento terrestre di Galileo

Da un punto di vista logico-funzionale, il "segmento terrestre" del sistema Galileo, in inglese Galileo Ground Segment (GGS), è diviso in due ulteriori sotto-sistemi:
- il "segmento di controllo", detto in inglese Ground Control Segment (GCS);
- il "segmento di missione", detto in inglese Ground Mission Segment (GMS).

Le funzioni che dovranno svolgere queste due sotto-sezioni sono rispettivamente:
- il controllo e il monitoraggio dei satelliti, che avverrà attraverso una serie di stazioni di controllo, telemetria e comando (in inglese Telemetry, Tracking & Control, TT&C);
- il controllo di missione, che prevederà tutta quella serie di operazioni necessarie per determinare l'orbita dei satelliti, per il monitoraggio del timing, e per la determinazione e diffusione attraverso i satelliti delle informazioni d'integrità.

La struttura del GGS è quindi composta da:
- un centro direzionale, detto in inglese Navigation System Control Center (NSCC) o più comunemente Galileo Control Centre (GCC), inaugurato nel 2010 presso la sede Telespazio nel centro di controllo del Fucino;[57]
- un sistema supervisore dei servizi di integrità e navigazione, indicato con Mission Control Facility (MCF);
- un controllore di mescolamento in un singolo flusso dei dati generati nell'GCC (multiplexing), detto Message Generation Facility (MGF);
- una rete globale di stazioni di controllo dell'orbita e di sincronizzazione, in inglese Orbitography & Synchronisation Processing Facility (OSPF);
- una serie di stazioni di controllo, telemetria e comando dei satelliti (in inglese Telemetry, Tracking & Control, TT&C) che vanno sotto il nome di Satellite Control Facility (SCF);
- una rete di stazioni per le trasmissioni verso i satelliti, dette Up-Link Station (ULS).
- un riferimento temporale stabile e affidabile, realizzato nella Precision Timing Facility (PTF);
- un controllore in tempo reale di tutti gli elementi del segmento terrestre, detto Ground Assets Control Facility (GACF);
- un centro che si occupa della gestione e della distribuzione delle chiavi di sicurezza per i servizi ad accesso controllato, detto Key Management Facility (KMF);
- un'interfaccia che gestisce la comunicazione con le entità esterne che scambiano traffico con il GCC, detto Service Product Facility (SPF).

Ogni OSS effettua delle misurazioni che vengono inviate al NSCC assieme alle informazioni di navigazione provenienti dai satelliti, a informazioni meteorologiche e altri dati.
All'interno dell'NSCC, il centro di controllo dei satelliti (SCF) effettua la manutenzione dei satelliti, controlla le orbite, oltre ad inviare le informazioni di telemetria e controllo tramite le stazioni TT&C. L'NSCC comprende anche un centro per l'elaborazione delle informazioni di orbita e sincronizzazione (OSPF); un centro (PTS) deputato alla fornitura di un riferimento temporale per l'intero sistema (Galileo System Time); un centro di controllo globale della navigazione (NCF).
L'OSPF si occupa di calcolare le effemeridi per ogni satellite e lo scarto temporale degli orologi a bordo, effettuando poi una predizione di questi parametri per generare il cosiddetto SISA (signal in-space accuracy), una stima dell'accuratezza raggiunta dagli strumenti in orbita.
L'NCF, infine, si occupa di controllare, monitorare e gestire OSPF, OSS e PTS. Esiste inoltre un'interfaccia esterna al sistema che si occupa di gestire la comunicazione con entità esterne detta Service Centres Interface.
Il segmento spaziale e quello di terra costituiscono il cosiddetto Galileo Global Component in quanto sono previste anche delle regioni locali dette External Region Component.

### Il segmento utente
Gli utenti finali del sistema Galileo disporranno di una vasta gamma di terminali riceventi in funzione dei segnali diffusi dai satelliti e relativi ai diversi servizi di base offerti (vedi classificazione dei servizi).
Sono previsti anche ricevitori GNSS in grado di lavorare contemporaneamente con più costellazioni satellitari oltre ai segnali Galileo, capaci quindi di sfruttare in pieno l'inter-operabilità dei sistemi (in particolare con GPS) conseguendo delle prestazioni migliori rispetto a quelle ottenibili tramite l'uso di un solo sistema. Un'ulteriore tipologia di ricevitore è richiesta per il servizio SAR.

### Il segnale Galileo
I satelliti del sistema Galileo trasmettono tutti un segnale strutturato che si propaga verso l'utente finale attraverso lo spazio e l'atmosfera (per questo è detto, in inglese, Signal In Space, con acronimo SIS); i segnali sono trasmessi mediante 3 diverse portanti, cui corrispondono 3 bande diverse che corrispondono alle omonime portanti, e che sono denominate rispettivamente con:
- E5
- E6
- L1 (indicata anche E2-L1-E1)

Le bande occupate da questi segnali sono esattamente:
- 1164-1215 MHz per E5, cioè ad una frequenza portante di 1191.795 MHz e larghezza di banda trasmessa di 92.07 MHz;
- 1260-1300 MHz per E6, cioè ad una frequenza portante di 1278.750 MHz e larghezza di banda trasmessa di 40.92 MHz;
- 1559-1591 MHz per L1, cioè ad una frequenza portante di 1575.420 MHz e larghezza di banda trasmessa di 40.92 MHz;

Per tutte le bande, la polarizzazione utilizzata è la circolare destra (in inglese, Right Hand Circular Polarisation, RHCP).
Le bande L1, E5-A e L5 sono comuni con il GPS per garantire l'interoperabilità di segnale. L'interoperabilità è la capacità di GNSS diversi di poter essere usati insieme per aumentare le capacità del singolo sistema (definizione dell'International Committee on Global Navigation Satellite Systems Forum) con un minimo incremento della complessità/costo del ricevitore.
L'interoperabilità di segnale si realizza attraverso la costruzione di segnali simili in modo che un ricevitore possa gestirli entrambi. Sono fattori importanti per l'interoperabilità: il sistema di riferimento di coordinate; il riferimento della scala di tempo; la frequenza portante.
I primi due devono essere in accordo entro le incertezze tollerate per offrire un determinato servizio.
La scelta di frequenze portanti comuni per il GPS e Galileo è caduta per l'appunto sulle bande L1 e L5/ E5a, che però non sono interoperabili con il Glonass.
I tre segnali sono suddivisi in 10 canali indicati come E5A-I, E5A-Q, E5B-I, E5B-Q, E6A, E6B, E6C, L1A, L1B, L1C e le cui caratteristiche sono elencate qui di seguito.
I tre canali di E6 e i tre canali di L1 sono combinati per mezzo della tecnica di multiplazione nota come CASM (Coherent Adaptive Subcarrier Modulation).
| Banda                                   | Modulazione   | Chip-rate       | Symbol-rate           | Periodo del codice primario | Periodo del codice secondario | Dato di navigazione            |
| --------------------------------------- | ------------- | --------------- | --------------------- | --------------------------- | ----------------------------- | ------------------------------ |
| E5A-I                                   | ALTBOC(15,10) | 10.23 Mchips/s  | 50 sps                | 10230 chips                 | 20 chips                      | Open Service (OS)              |
| E5A-Q                                   | ALTBOC(15,10) | 10.23 Mchips/s  | 0 sps (canale pilota) | 10230 chips                 | 100 chips                     | nessuno                        |
| E5B-I                                   | ALTBOC(15,10) | 10.23 Mchips/s  | 250 sps               | 10230 chips                 | 4 chips                       | Safety of Life (SoL)           |
| E5B-Q                                   | ALTBOC(15,10) | 10.23 Mchips/s  | 0 sps (canale pilota) | 10230 chips                 | 100 chips                     | nessuno                        |
| E6A                                     | BOC(10,5)     | 5.115 Mchips/s  | 110 sps               | classificato                | classificato                  | Public Regulated Service (PRS) |
| E6B                                     | BPSK(5)       | 5.115 Mchips/s  | 1000 sps              | 5115 chips                  | nessuno                       | Commercial Service (CS)        |
| E6C                                     | BPSK(5)       | 5.115 Mchips/s  | 0 sps (canale pilota) | 10230 chips                 | 50 chips                      | nessuno                        |
| L1A                                     | BOC(15,2.5)   | 2.5575 Mchips/s | 110 sps               | classificato                | classificato                  | Public Regulated Service (PRS) |
| L1B                                     | BOC(1,1)      | 1.023 Mchips/s  | 250 sps               | 4092 chips                  | nessuno                       | Safety of Life (SoL)           |
| L1C                                     | BOC(1,1)      | 1.023 Mchips/s  | 0 sps (canale pilota) | 4092 chips                  | 25 chips                      | nessuno                        |
| (Ultimo aggiornamento: 16 ottobre 2012) |               |                 |                       |                             |                               |                                |

## Servizi offerti
Il sistema Galileo è stato concepito come un'applicazione nucleo sopra la quale ogni altra applicazione deve essere implementata.
L'impiego di Galileo riguarda una serie di servizi integrati: può spaziare dall'utilizzo nel campo dei trasporti (aerei, su rotaia, marittimi, stradali, pedonali), al sincronismo, alla sorveglianza, come supporto alla legge, per applicazioni ingegneristiche, scientifiche, ambientali e anche ricreative. Il suo influsso condizionerà anche aziende nel settore bancario, energetico, assicurativo, delle telecomunicazioni, del turismo e agricolo.
Galileo nasce per essere un sistema di navigazione da applicare nel campo dei trasporti ed è stato progettato per soddisfare le molteplici necessità dei vari segmenti di utenza presenti nel mercato; in campo avionico l'avvento del GNSS (Global Navigation Satellite System) porterà alla possibilità di effettuare senza nessun rischio manovre critiche quali atterraggi e decolli anche in condizioni di scarsissima visibilità, portando ad una progressiva riduzione dei sistemi di controllo terrestri.
In campo marittimo porterà allo sviluppo dell'AIS (Automated Identification System) il quale aumenterà la sicurezza nella navigazione. Le applicazioni per quanto riguarda il traffico su strada sono tantissime ma la più interessante riguarda gli Advanced Driver Assistance Systems, sistemi ad alta automazione integrati in autoveicoli per permettere il controllo delle collisioni, aumentare la visibilità e consentire delle manovre automatizzate a basse velocità.
Grazie alle sue caratteristiche certificate, e ai servizi garantiti (dalla sua natura per usi civili) è adatto a tutte le applicazioni safety-of-life, dedicate cioè a servizi che devono assicurare un'elevata affidabilità per evitare possibili danni a cose o persone.
Per quanto riguarda il settore energetico, l'uso di orologi atomici può facilitare la sincronizzazione delle linee elettriche facilitando la trasmissione di energia elettrica, può inoltre monitorare le linee e quindi velocizzare il processo di manutenzione delle stesse. Esistono dei benefici anche per il settore del petrolio e del gas.
Sempre grazie agli orologi atomici i satelliti possono rilasciare dei data-stamps in modo tale da autenticare transazioni finanziarie effettuate via web. Per le agenzie di assicurazioni Galileo diventa un modo per monitorare e controllare lo stato di beni introducendo un prezzo dinamico basato sul rischio associato per ogni singola polizza. Le banche invece possono monitorare il trasporto di oro, banconote e preziosi in genere, aumentando i propri standard di sicurezza.
Per quanto riguarda la sicurezza dei cittadini, è in atto un progetto per la realizzazione di un numero di emergenza europeo, l'"E-112", che può contare su Galileo per tracciare la posizione di persone in difficoltà. Durante situazioni di crisi, dove la velocità di azione è fondamentale, avere la possibilità di conoscere esattamente la posizione precisa del luogo in cui intervenire è di vitale importanza, basti pensare ad incendi, inondazioni, terremoti.
La precisa definizione delle coordinate permette anche di creare accurate mappe oceaniche e dei territori ghiacciati, fornire dettagliati valori dei livelli delle maree e dei livelli dei fiumi, effettuare il tracking di iceberg e molti altri compiti di grandissima importanza.

### Classificazione dei servizi
Sono quattro i servizi principali che Galileo offrirà:
- Open Service (OS)
- Commercial Service (CS)
- Public Regulated Service (PRS)
- Safety of Life Service (SoL)

più un sottoservizio
- Search and Rescue Support Service (SAR) nell'ambito del SoL.

|                                                                 | OS                                                                | CS                                                                | SOL                            | PRS                                                                  |
| --------------------------------------------------------------- | ----------------------------------------------------------------- | ----------------------------------------------------------------- | ------------------------------ | -------------------------------------------------------------------- |
| Copertura                                                       | Globale                                                           | Globale                                                           | Globale                        | Globale                                                              |
| Accuratezza di posizionamento [orizzontale (H) e verticale (V)] | 15m(H) – 35m(V) (single frequency) 4m(H) – 8m(V) (dual frequency) | 15m(H) – 35m(V) (single frequency) 4m(H) – 8m(V) (dual frequency) | 4m(H) – 8m(V) (dual frequency) | 15m(H) – 35m(V) (single frequency) 6,5m(H) – 12m(V) (dual frequency) |
| Accuratezza di timing                                           | 30 ns                                                             | 30 ns                                                             | 30 ns                          | 30 ns                                                                |
| Disponibilità                                                   | 99,5 %                                                            | 99,5 %                                                            | 99,5 %                         | 99,5 %                                                               |
| Integrità                                                       | No                                                                | No                                                                | Sì                             | Sì                                                                   |
| Tipologia di accesso                                            | Libero                                                            | Controllato (Ranging Code, Nav. Data Mess.)                       | Controllato (Nav. Data Mess.)  | Controllato (Ranging Code, Nav. Data Mess.)                          |
| Certificazione e garanzia del servizio                          | NO                                                                | Possibile                                                         | Sì                             | Sì                                                                   |

### Open Service (OS)
L'Open Service (OS), o servizio base, che fornirà servizi di posizionamento, temporizzazione e navigazione accessibili gratuitamente a chiunque, quindi rivolto al mercato di navigazione di massa (applicazioni per il pubblico e a servizi di interesse generale). Esso è in concorrenza diretta col sistema statunitense GPS e le sue future evoluzioni. I ricevitori predisposti consentiranno un'accuratezza inferiore ai 4 metri orizzontalmente e 8 metri verticalmente. L'OS non offrirà però alcun servizio di integrità.

### Galileo High Accuracy Service (HAS)
Il Galileo High Accuracy Service (HAS) consentirà gratuitamente, di avere un'accuratezza inferiore al metro; ciò si configura come un valore aggiunto all'OS. Il HAS può essere completato da stazioni a terra per portare l'accuratezza ad un valore inferiore ai 10 cm. Esso offrirà anche servizio garantito di ranging e timing per usi professionali.

### Public Regulated Service (PRS) e Safety of Life Service (SoL)
Il Public Regulated Service (PRS) e il Safety of Life Service (SoL) ["servizio governativo" e "servizio vitale", rispettivamente] anch'essi criptati, offriranno un'accuratezza comparabile con il servizio Open Service. Il loro scopo principale è la robustezza contro i disturbi e il rilevamento affidabile dei problemi entro 10 secondi. Sono specificatamente progettati, rispettivamente, per operatori di sicurezza (polizia, militari, ecc) dell'Unione europea e degli stati membri e applicazioni strategiche per la sicurezza nei trasporti aerei, marittimi e ferroviari (controllo del traffico aereo, atterraggio automatizzato di velivoli, guida dei treni, navigazione di navi, ecc)..

### Search and Rescue Support Service (SAR)
Un ulteriore sottoservizio offerto è il Search and Rescue Support Service (SAR), o servizio di ricerca e salvataggio, che fornirà assistenza al sistema COSPAS-SARSAT per la gestioni di allarmi e la localizzazione di utenti in pericolo al fine di assistere le operazioni di soccorso. Il SAR verrà usato rilevando radiofari di emergenza (Emergency Beacons) e rispondendo ad essi con degli opportuni messaggi di risposta (Return Link Messages) nel contesto del messaggio del SoL.
Il sistema COSPAS-SARSAT attualmente disponibile assicura però una copertura limitata, un tempo di attesa elevato (dell'ordine dell'ora), una localizzazione approssimativa (nel raggio di 5 km) e infine spesso inoltra informazioni errate. Il sottoservizio SAR in Galileo migliorerà sensibilmente le prestazioni garantendo una copertura effettivamente planetaria, una ricezione quasi in tempo reale del segnale di soccorso (10 minuti di ritardo massimo) e una localizzazione precisa del vettore che richiede soccorso (nell'ordine di alcuni metri); in tal modo i servizi di salvataggio sono in grado di avviare rapidamente e in maniera più efficace le operazioni di recupero.